# Fallout 2
Fallout 2 — компьютерная ролевая игра с открытым миром, разработанная Black Isle Studios и изданная Interplay Entertainment в 1998 году. В странах СНГ игра была официально локализована и выпущена в 2006 году компанией 1С.
Является второй частью из серии Fallout. Несмотря на то, что игровой движок практически не изменился с первой части, благодаря детальной проработке игрового мира и сюжета, продолжению удалось превзойти её в популярности.

## Сюжет
Спустя 80 лет после событий Fallout, уединённая деревня Арройо, основанная Выходцем из убежища (англ. Vault Dweller), начала приходить в упадок. Требовались новые силы, чтобы вдохнуть жизнь в поля. Старейшина деревни посылает Избранного (англ. Chosen One, персонаж может быть как мужского, так и женского пола) в пустоши за чудом довоенной инженерной техники — ГЭКК (англ. GECK, Garden of Eden Creation Kit — ГЭКК, Генератор Эдемских Кущ Компактный), предназначенный для рекультивации послевоенной земли вышедшими жителями убежищ. Избранный отправляется в опасные поиски.
В ходе поисков Избранный сталкивается с Анклавом — военизированной группировкой, образованной из остатков довоенного правительства США. Обладая военными и научными наработками довоенных США, Анклав планирует очистить территории пустошей от мутировавших форм жизни с помощью изменённого Вируса Рукотворной Эволюции (ВРЭ). Теперь Избранному необходимо не только спасти своих односельчан, но и уничтожить Анклав.

## Игровой процесс
Движок Fallout 2 претерпел мало изменений по сравнению с Fallout, вследствие чего игровой процесс почти ничем не отличается от предшественника. Однако игровой мир по сравнению с первой частью был увеличен.
Сюжет в игре развивается по мере получения и выполнения квестов. Квесты — это задания, появляющиеся перед игроком по ходу игры или даваемые ему другими персонажами. В Fallout 2 существует несколько сотен квестов. Выполнение начальных квестов в Арройо не требует больших усилий и служит скорее подготовкой игрока к будущим трудностям. Поначалу Избранный располагает очень скудной амуницией и небольшим количеством денег. Ему дано первое задание и указано местоположение ближайшего городка — Кламата, на глобальной карте. Со временем игроку может быть доступен автомобиль — Кризалис Хайвеймен (Chrysalis Highwayman), который существенно ускоряет путешествие по глобальной карте и может хранить вещи в багажнике.
Прохождение игры возможно путём выбора как «добрых», так и «злых» вариантов решения квестов. При этом статус героя в том или ином городе меняется в диапазоне от «боготворят» до «проклинают». В зависимости от этого меняется и отношение различных персонажей. В целом, если герой решит «идти по пути зла», сознательно выбирая только аморальные варианты решения квестов и игнорируя позитивные, его ждёт существенно меньше опыта.
После выполнения сюжетных заданий игрок имеет возможность продолжить играть, за что в некоторых локациям будет вознаграждён различными юмористическими вариантами диалогов от разработчиков.

## Цензура
При издании в Европе игра была подвергнута цензуре. Слово «наркотик» (drug) было заменено на «химикат» (chem) в названии особенностей персонажа, выбираемых при его создании. Также из игры были удалены дети, но технически они остались на карте, в результате чего игроки могли видеть возникающие из ниоткуда реплики и встречать «таинственные исчезновения» вещей из инвентаря, которые на самом деле были украдены «невидимыми» детьми. В немецкой версии игры отсутствуют кровь и жестокие смерти персонажей (соответствующий пункт в настройках игры неизменно стоит на минимальном значении, а все «жестокие» анимации просто удалены из игровых файлов), при этом в игре осталась особенность «кровавая баня», чей смысл состоит именно в отображении наиболее жестоких смертей персонажей.

## Саундтрек
Саундтрек к Fallout 2 также, как и к первой части игры, был написан американским композитором Марком Морганом в стиле эмбиент.
- Вступление: Louis Armstrong — A Kiss To Build A Dream On
- Beyond the Canyon (Arroyo)
- Dream Town (Modoc)
- Biggest Little City in the World (New Reno)
- My Chrysalis Highwayman (Car Drive)
- Many Contrasts (San Francisco)
- All-Clear Signal (Vault City)
- Gold Slouch (Redding)

Также в игре используются треки из оригинального Fallout. Впоследствии композиции из обеих игр использовались в Fallout: New Vegas'.

## Критика
| Сводный рейтинг       | Сводный рейтинг |
| Агрегатор             | Оценка          |
| --------------------- | --------------- |
| GameRankings          | 87,13 %         |
| Русскоязычные издания |                 |
| Издание               | Оценка          |
| «Игромания»           | 10,0/10         |
| «ЛКИ»                 | 9,8/10          |
| «Страна игр»          | 8,5/10          |

Обозреватель Allgame Майкл Л. Хаус оставил преимущественно положительный отзыв об игре. Хотя игровой процесс практически идентичен первой части, внесённые усовершенствования, как сообщил рецензент, делают игру ещё более увлекательной. Положительной оценки удостоились детализованная и «навевающая уныние» графика, звуковое сопровождение, передающее атмосферу ядерного разрушения, и система создания персонажа. Вместе с тем Хаус посчитал, что игра достаточно трудная и поначалу может разочаровать игрока. Также обозреватель упомянул о небольших программных ошибках, присутствующих в игре.
Журнал «Лучшие компьютерные игры» дал игре 9,8 баллов из 10 и назвал её культовой среди игр всего мира.